# Château triangulaire de Poitiers
Le château triangulaire de Poitiers, érigé dans la première moitié du XIIIe siècle, et détruit à partir de 1591, était une forteresse qui se dressait à Poitiers au confluent du Clain et de la Boivre. Il a été construit pour le duc Jean de Berry, et est surtout connu grâce à sa représentation dans les Très Riches Heures.

## Historique
Il est probable qu'un château antérieur, également triangulaire ou au moins une tour, a existé dès le XIe siècle, construit par le duc Guillaume VII. Jean de Berry le fait ensuite transformer en une résidence richement décorée. Après sa mort, la forteresse est utilisée comme prison. Jacques Cœur y est détenu et parvient à s'en évader en octobre 1454. Elle est ensuite cédée à la commune qui l'intègre pleinement à son système de défense. Mais après le siège de Poitiers par l'amiral de Coligny durant les guerres de religion en 1569, le château n'est pas convenablement restauré et tombe en ruines. Il est démoli à partir de 1591.
Aujourd'hui, il ne subsiste plus que quelques vestiges du château lui-même, dont la base de la tour nord au confluent du Clain et de la Boivre (au fond de l'Impasse de la Petite Villette) ainsi que des autres fortifications de la ville, notamment la Tour du Cordier toute proche (actuelle place Jean de Berry). À son emplacement se trouve un square, dit de la Petite-Villette en référence à des abattoirs qui se trouvaient autrefois à proximité. La Boivre, qui bordait le château, est maintenant enterrée.